# قائمة قرينات حكام المجر

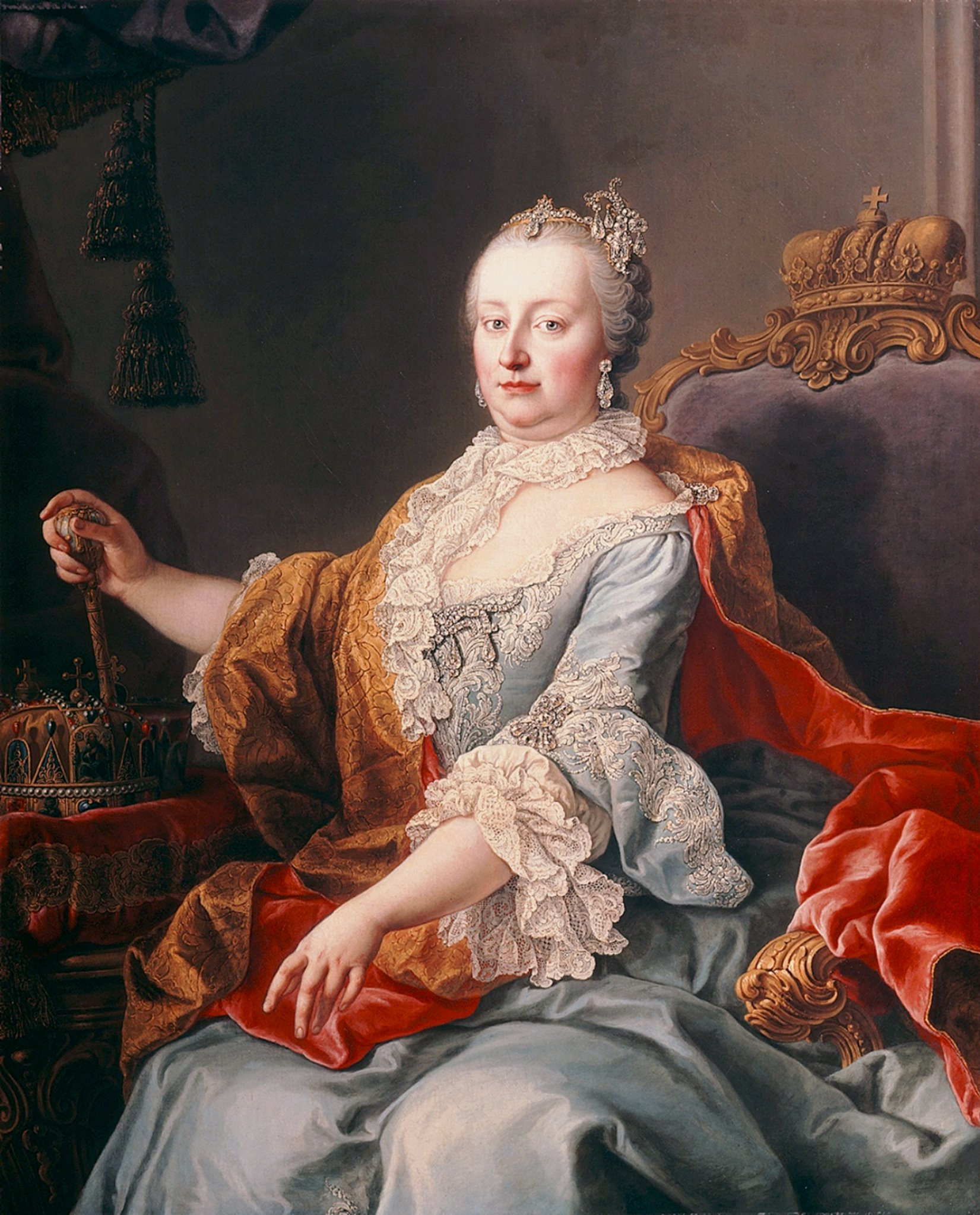
ماري تيريزيا، الملكة الحاكمة في المجر بين عامي 1740 حتى 1780

هذه القائمة تحتوي على ملكات المجر القرينات منذ تأسيسها في الألفية حتى سقوط الملكية في 1918، وأيضا احتوت القائمة على أميرات المجر الكبرى القرينات التي كانت سائداً قبل الألفية، ومنذ عام 1526 أصبحت الملكات أيضا إمبراطورات رومانيات مقدسات، وفضلاً عن ذلك منذ 1490 اعتبرن ملكات على بوهيميا أيضا.
في مملكة المجر أثنين من النساء أصبحن ملكات حاكمات التي استمرت على مدة تسعة قرون:ماري الأولى، ماري الثانية تيريزيا.
إذا كنت تريد أزواجهن، انظر:قائمة ملوك المجر.

## أميرات المجر الكبرى
| الاسم                                      | الوالد                      | الميلاد   | الأصل            | الديانة           | الزواج   | أصبحت القرينة                      | الوفاة            | الزوج   |
| ------------------------------------------ | --------------------------- | --------- | ---------------- | ----------------- | -------- | ---------------------------------- | ----------------- | ------- |
| غير معروف                                  | مينماروت                    | غير معروف | المجريين         | وثنية             | غير مؤرخ | ؟ – ح. 947؟                        | غير معروف         | زولتا   |
| لم يذكر اسمها، ولكنها من الأراضي الكومانية | غير معروف                   | غير معروف | الكومان          | وثنية             | ح. 945   | ح. 955 – قبل 972                   | غير معروف         | تاكسوني |
| غير معروف                                  | غير معروف                   | غير معروف | البجناق أو بلغار | وثنية             | ح. 945   | ح. 955 – قبل 972                   | غير معروف         | تاكسوني |
| سارولت                                     | جيولا من ترانسيلفانيا       | ح. 950    | ترانسيلفانيين    | أرثوذكس الشرقية   | قبل 972  | قبل 972 – ح. 995                   | بعد 997           | غيزا    |
| جيزيلا                                     | هاينريش الثاني، دوق بافاريا | ح. 985    | بافاريين         | الرومان الكاثوليك | ح. 995   | 995 – 25 ديسمبر 1000/ 1 يناير 1001 | 7 مايو 1033/ 1065 | فاجك    |

## ملكات المجر القرينات

### أسرة أرباد، 1000–1038
| الصورة | الاسم             | الوالد                                | الميلاد | الزواج | أصبحت القرينة                            | توقف عن استخدام اللقب    | الوفاة         | الزوج        |
| ------ | ----------------- | ------------------------------------- | ------- | ------ | ---------------------------------------- | ------------------------ | -------------- | ------------ |
|        | جيزيلا من بافاريا | هاينريش الثاني، دوق بافاريا (أوتونية) | 985     | 995    | 25 ديسمبر 1000/ 1 يناير 1001 تتويج الزوج | 15 أغسطس 1038 وفاة الزوج | 7 مايو 1065/33 | إستفان الأول |

### أسرة أورسولو، 1038/44–1041/46
| الصورة | الاسم              | الوالد | الميلاد | الزواج | أصبحت القرينة | توقف عن استخدام اللقب | الوفاة | الزوج |
| ------ | ------------------ | --- | --- | --- | --- | --- | --- | ----- |
|        | توتا               | غير معروف ادعى بعض الكُتاب، أن اسمها كان توتا، بحيث يذكر أن الملكة توتا، هي التي أسست دير سوبن، ولكن لايوجد على أنها كانت ملكة المجر، أو زوجة بيتر | غير معروف ادعى بعض الكُتاب، أن اسمها كان توتا، بحيث يذكر أن الملكة توتا، هي التي أسست دير سوبن، ولكن لايوجد على أنها كانت ملكة المجر، أو زوجة بيتر | غير معروف ادعى بعض الكُتاب، أن اسمها كان توتا، بحيث يذكر أن الملكة توتا، هي التي أسست دير سوبن، ولكن لايوجد على أنها كانت ملكة المجر، أو زوجة بيتر | غير معروف ادعى بعض الكُتاب، أن اسمها كان توتا، بحيث يذكر أن الملكة توتا، هي التي أسست دير سوبن، ولكن لايوجد على أنها كانت ملكة المجر، أو زوجة بيتر | غير معروف ادعى بعض الكُتاب، أن اسمها كان توتا، بحيث يذكر أن الملكة توتا، هي التي أسست دير سوبن، ولكن لايوجد على أنها كانت ملكة المجر، أو زوجة بيتر | غير معروف ادعى بعض الكُتاب، أن اسمها كان توتا، بحيث يذكر أن الملكة توتا، هي التي أسست دير سوبن، ولكن لايوجد على أنها كانت ملكة المجر، أو زوجة بيتر | بيتر  |
|        | جوديث من شفاينفورت | هاينريش، مارغريف نوردغاو (بابنبيرغ) | على الأرجح أنه لم يحدث (قبل 1003 – 2 أغسطس 1058)                                                                                                  | على الأرجح أنه لم يحدث (قبل 1003 – 2 أغسطس 1058)                                                                                                  | على الأرجح أنه لم يحدث (قبل 1003 – 2 أغسطس 1058)                                                                                                  | على الأرجح أنه لم يحدث (قبل 1003 – 2 أغسطس 1058)                                                                                                  | على الأرجح أنه لم يحدث (قبل 1003 – 2 أغسطس 1058)                                                                                                  | بيتر  |

### أسرة آبا، 1041–1044
| الصورة | الاسم     | الوالد                          | الميلاد   | الزواج    | أصبحت القرينة | توقف عن استخدام اللقب | الوفاة    | الزوج  |
| ------ | --------- | ------------------------------- | --------- | --------- | ------------- | --------------------- | --------- | ------ |
|        | غير معروف | غيزا، أمير المجر الأكبر (أرباد) | غير معروف | غير معروف | غير معروف     | غير معروف             | غير معروف | سامويل |

### أسرة أرباد، 1046–1301
| الصورة | الاسم                | الوالد                                           | الميلاد        | الزواج             | أصبحت القرينة             | توقف عن استخدام اللقب               | الوفاة                    | الزوج         |
| ------ | -------------------- | ------------------------------------------------ | -------------- | ------------------ | ------------------------- | ----------------------------------- | ------------------------- | ------------- |
|        | أناستازيا من كييف    | يارسلاف الأول الحكيم (روريك)                     | 1023           | 1039               | 1046 صعود الزوج           | قبل 6 ديسمبر 1060 وفاة الزوج        | 1074/96                   | أندراس الأول  |
|        | ريتشيزا من بولندا    | ميشكو الثاني لامبرت (بياست)                      | 22 سبتمبر 1013 | 1039–43            | 1060 صعود الزوج           | 11 سبتمبر 1063 وفاة الزوج           | 21 مايو 1075              | بيلا الأول    |
|        | جوديث من شوابيا      | هاينريش الثالث، إمبراطور روماني مقدس (ساليان)    | 9 أبريل 1054   | سبتمبر 1063        | سبتمبر 1063               | أغسطس 1074 تنازل الزوج              | 14 مارس 1093/96           | سالامون       |
|        | سيندين               | ثيودولوس سيندينوس                                | –              | 1075               | 1075                      | 25 أبريل 1077 وفاة الزوج            | بعد 1079                  | غيزا الأول    |
|        | أديلايد من راينفيلدن | رودولف من راينفيلدن (راينفيلدن)                  | 1067/70        | 1077 أو بعد        | 25 أبريل 1077 صعود الزوج  | 29 يوليو 1095 وفاة الزوج            | 3 مايو 1090               | لازلو الأول   |
|        | فيليسيا من صقلية     | روجر الأول كونت صقلية (هوتفيل)                   | 1078           | 1097               | 1097                      | 1102                                | 1102                      | كالمان        |
|        | يوفيميا من كييف      | فلاديمير مونوماخ من كييف (روريك)                 | –              | 1104/12            | 1104/12                   | 1113 انكرت                          | 4 أبريل 1139              | كالمان        |
|        | غير معروف            | روبرت الأول، أمير كابوا (درينغوت)                | –              | 1120               | 1120                      | قبل 1121                            | قبل 1121                  | إستفان الثاني |
|        | هيلانة من صربيا      | أوروس الأول، أمير صربيا الأكبر (فولجيسلافيجيفيك) | بعد 1109       | 28 أغسطس 1127      | 1 مارس 1131 صعود الزوج    | 13 فبراير 1141 وفاة ايلزوج          | بعد 1146                  | بيلا الثاني   |
|        | يوفروسين من كييف     | ميستسلاف الأول من كييف (روريك)                   | 1130           | 1146               | 1146                      | 31 مايو 1162 وفاة الزوج             | 1186–93                   | غيزا الثاني   |
|        | ياروسلافنا من هاليتش | ياروسلاف أوسموميسل (روريك)                       | –              | 1167               | 1167                      | 1168 انكرت                          | –                         | إستفان الثالث |
|        | أغنيس من النمسا      | هاينريش الثاني، دوق النمسا (بابنبيرغ)            | 1154           | 1168               | 1168                      | 4 مارس 1172 وفاة الزوج              | 13 يناير 1182             | إستفان الثالث |
|        | ماريا كومينين        | مانويل الأول كومنينوس (كومنينيون)                | 1144           | 1157               | 14 يناير 1163 صعود الزوج  | 11 أبريل 1165 وفاة الزوج            | 1190                      | إستفان الرابع |
|        | آنا من أنطاكية       | رينو دي شاتيون، أمير أنطاكية                     | 1154           | 1170               | 4 مارس 1172 صعود الزوج    | 1184                                | 1184                      | بيلا الثالث   |
|        | مارغريت من المجر     | لويس السابع ملك فرنسا (أسرة كابيه)               | نوفمبر 1157    | 1185/86            | 1185/86                   | 23 أبريل 1196 وفاة الزوج            | أغسطس/سبتمبر 1197         | بيلا الثالث   |
|        | كونستانس من أراغون   | ألفونسو الثاني ملك أراغون (برشلونة)              | 1179           | 1198               | 1198                      | 30 سبتمبر/30 نوفمبر 1204 وفاة الزوج | 23 يونيو 1222             | إمري          |
|        | جيرترود من ميرانيا   | بيرتولد الرابع، دوق ميرانيا (أندكس)              | 1185           | قبل 1203           | 7 مايو 1205 صعود الزوج    | 24 سبتمبر 1213                      | 24 سبتمبر 1213            | أندراس الثاني |
|        | يولاندا من كورتيناي  | بيتر الثاني من كورتيناي (كورتيناي)               | 1200           | فبراير 1215        | فبراير 1215               | 1233                                | 1233                      | أندراس الثاني |
|        | بياتريس دإستي        | ألدوبراندينو الأول دي إستي (إستي)                | 1215           | 14 مايو 1234       | 14 مايو 1234              | 21 سبتمبر 1235 وفاة الزوج           | 1245, قبل 8 مايو          | أندراس الثاني |
|        | ماريا لاسكارينا      | ثيودور الأول لاسكاريس (لاسكاريس)                 | 1206           | 1218               | 21 سبتمبر 1235 صعود الزوج | 3 مايو 1270 وفاة الزوج              | 16 يوليو أو 24 يونيو 1270 | بيلا الرابع   |
|        | إليزابيث من الكومان  | كوتين                                            | 1240           | حوالي 1253         | 3 مايو 1270 صعود الزوج    | 6 أغسطس 1272 وفاة الزوج             | بعد 1290                  | إستفان الخامس |
|        | إليزابيث من صقلية    | كارلو الأول ملك نابولي (أنجو)                    | 1261           | 1270               | 5 سبتمبر 1272             | 10 يوليو 1290 وفاة الزوج            | ح. 1300                   | لازلو الرابع  |
|        | فينينا من كويافيا    | زيموميسل من كوجافيا (بياست)                      | 1261           | سبتمبر–نوفمبر 1290 | سبتمبر–نوفمبر 1290        | 1295                                | 1295                      | أندراس الثالث |
|        | أغنيس من النمسا      | ألبرشت الأول ملك ألمانيا (هابسبورغ)              | 18 مايو 1281   | 13 فبراير 1296     | 13 فبراير 1296            | 14 يناير 1301 وفاة الزوج            | 10 يونيو 1364             | أندراس الثالث |

### أسرة برزيميس، 1301–1305
| الصورة | الاسم         | الوالد                        | الميلاد | الزواج        | أصبحت القرينة | توقف عن استخدام اللقب          | الوفاة         | الزوج        |
| ------ | ------------- | ----------------------------- | ------- | ------------- | ------------- | ------------------------------ | -------------- | ------------ |
|        | فيولا من تيشن | ميشكو الأول، دوق تيشن (بياست) | 1290    | 5 أكتوبر 1305 | 5 أكتوبر 1305 | 9 أكتوبر 1305 الزوج يترك العرش | 21 سبتمبر 1317 | لازلو الخامس |

### أسرة فيتلسباخ، 1305–1308
بيلا الخامس خلف لازلو الخامس، زوجته الأولى كاثرين ابنة رودولف الأول ملك ألمانيا توفيت قبل 23 عاماً من توليه العرش، في حين زوجته الثانية أغنيس من غلوغاو تزوجها بعد عامين من فقدان عرشه لصالح كارولي روبرت.

### آل أنجو الكابيتيون، 1308–1395
كارولي مارتيل من أنجو طالب مملكة المجر منذ عام 1290؛ كان متزوج من كلمينتيا ابنة رودولف الأول، توفي كارولي مارتيل في 1295، لم يصبح ملك المجر رسمياً، لاحقاً ابنهما كافح في حقه حتى أصبح ملك المجر بلا منازع.
| الصورة | الاسم                | الوالد                                           | الميلاد       | الزواج               | أصبحت القرينة             | توقف عن استخدام اللقب     | الوفاة            | الزوج                  |
| ------ | -------------------- | ------------------------------------------------ | ------------- | -------------------- | ------------------------- | ------------------------- | ----------------- | ---------------------- |
|        | ماريا من بيطوم       | كازيمير من بيطوم (بياست)                         | 1280–90       | 1306                 | 1306                      | 15 ديسمبر 1317            | 15 ديسمبر 1317    | كارولي الأول ملك المجر |
|        | بياتريس من لوكسمبورغ | هاينريش السابع، إمبراطور روماني مقدس (لوكسمبورغ) | 1305          | 24 يونيو/سبتمبر 1318 | 24 يونيو/سبتمبر 1318      | 11 نوفمبر 1319            | 11 نوفمبر 1319    | كارولي الأول ملك المجر |
|        | إليزابيث من بولندا   | فواديسواف الأول ملك بولندا (بياست)               | 1305          | 6 يوليو 1320         | 6 يوليو 1320              | 16 يوليو 1342 وفاة الزوج  | 29 ديسمبر 1380    | كارولي الأول ملك المجر |
|        | مارغريت من بوهيميا   | كارل الرابع، إمبراطور روماني مقدس (لوكسمبورغ)    | 24 مايو 1335  | 3 أغسطس 1342         | 16 يوليو 1342 صعود الزوج  | 1349، قبل أكتوبر          | 1349، قبل أكتوبر  | لاجوس الأول            |
|        | إليزابيث من البوسنة  | ستيفن الثاني، بان البوسنة (أسرة كوترومانيك)      | 1340          | 20 يونيو 1353        | 20 يونيو 1353             | 10 سبتمبر 1382 وفاة الزوج | قبل 16 يناير 1387 | لاجوس الأول            |
|        | مارغريت من دوراتسو   | كارلو، دوق دوراتسو (أنجو-دوراتسو)                | 28 يوليو 1347 | 24 يناير 1369/70     | 31 ديسمبر 1385 صعود الزوج | 24 فبراير 1386 وفاة الزوج | 6 أغسطس 1412      | كارولي الثاني          |

### أسرة لوكسمبورغ، 1395–1437
| الصورة | الاسم           | الوالد                           | الميلاد | الزواج | أصبحت القرينة | توقف عن استخدام اللقب    | الوفاة        | الزوج   |
| ------ | --------------- | -------------------------------- | ------- | ------ | ------------- | ------------------------ | ------------- | ------- |
|        | باربرا من تسليه | هيرمان الثاني كونت تسليه (تسليه) | 1390/95 | 1406   | 1406          | 9 ديسمبر 1437 وفاة الزوج | 11 يوليو 1451 | زيغموند |

### أسرة هابسبورغ، 1437–1439
| الصورة | الاسم                 | الوالد                    | الميلاد       | الزواج         | أصبحت القرينة            | توقف عن استخدام اللقب     | الوفاة         | الزوج       |
| ------ | --------------------- | ------------------------- | ------------- | -------------- | ------------------------ | ------------------------- | -------------- | ----------- |
|        | إليزابيث من لوكسمبورغ | الملك زيغموند (لوكسمبورغ) | 7 أكتوبر 1409 | 28 سبتمبر 1421 | 9 ديسمبر 1437 صعود الزوج | 27 أكتوبر 1439 وفاة الزوج | 19 ديسمبر 1442 | ألبرت الأول |

### أسرة ياغيلون، 1440–1444

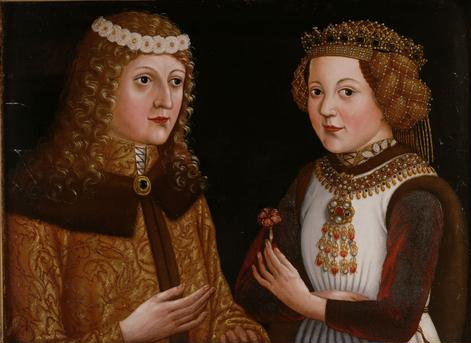
صورة لازلو اليتيم وخطيبته ماغدالينا من فالوا.

أولازلو الأول لم يكن لديه أبناء، (مع أن وفقاً لأراء المعاصرة من قبل يان دلوغوز اعتقد أن كان مثلي الجنس)؛ عند وفاته في بولندا خلفه شقيقه الأصغر كازيمير الرابع بعد ثلاثة سنوات، في حين في المجر خلفه منافسه الصغير لازلو اليتيم.

### أسرة هابسبورغ، 1440/44–1457
لازلو اليتيم توفي فجأةً في براغ، أثناء تحضيره لزواج من ماغدالينا من فالوا ابنة شارل السابع ملك فرنسا؛ ومع ذلك لم يتزوجها أبداً.

### أسرة هونيدي، 1458–1490
| الصورة | الاسم              | الوالد                                  | الميلاد        | الزواج         | أصبحت القرينة  | توقف عن استخدام اللقب   | الوفاة         | الزوج                 |
| ------ | ------------------ | --------------------------------------- | -------------- | -------------- | -------------- | ----------------------- | -------------- | --------------------- |
|        | كاثرين من بوديبراد | جيري ملك بوهيميا (بوديبراد)             | 11 نوفمبر 1449 | 1 مايو 1461    | 1 مايو 1461    | 8 مارس 1464             | 8 مارس 1464    | ماتياس الأول كورفينوس |
|        | بياتريس من نابولي  | فرديناندو الأول ملك نابولي (تراستامارا) | 16 نوفمبر 1457 | 15 ديسمبر 1476 | 15 ديسمبر 1476 | 6 أبريل 1490 وفاة الزوج | 23 سبتمبر 1508 | ماتياس الأول كورفينوس |

### أسرة ياغيلون، 1490–1526
| الصورة | الاسم                | الوالد                                      | الميلاد        | الزواج         | أصبحت ملكة                | توقف عن استخدم اللقب                           | الوفاة         | الزوج            |
| ------ | -------------------- | ------------------------------------------- | -------------- | -------------- | ------------------------- | ---------------------------------------------- | -------------- | ---------------- |
|        | باربرا من براندنبورغ | ألبرشت الثالث، ناخب براندنبورغ (هوهنتسولرن) | 30 مايو 1464   | 20 أغسطس 1476  | 18 سبتمبر 1490 صعود الزوج | 1491 الطلاق                                    | 4 سبتمبر 1515  | فلاديسلاف الثاني |
|        | بياتريس من نابولي    | فرديناندو الأول ملك نابولي (تراستامارا)     | 16 نوفمبر 1457 | 4 أكتوبر 1490  | 4 أكتوبر 1490             | 7 أبريل 1500 إلغي من قبل البابا ألكسندر السادس | 23 سبتمبر 1508 | فلاديسلاف الثاني |
|        | آنا من فوا-كاندال    | غاستون دي فوا، كونت كاندال (فوا)            | 1484           | 29 سبتمبر 1502 | 29 سبتمبر 1502            | 26 يوليو 1506                                  | 26 يوليو 1506  | فلاديسلاف الثاني |
|        | ماري من النمسا       | فيليب الأول ملك قشتالة (هابسبورغ)           | 18 سبتمبر 1505 | 13 يناير 1522  | 13 يناير 1522             | 29 أغسطس 1526 وفاة الزوج                       | 18 أكتوبر 1558 | لاجوس الثاني     |

### أسرة زابوليا، 1526–1570
عارضوا حكام آل زابوليا حكم هابسبورغ الأوائل، وتلقوا المساعدة من العثمانيين.
| الصورة | الاسم            | الوالد                                   | الميلاد       | الزواج         | أصبحت القرينة  | توقف عن استخدام اللقب    | الوفاة         | الزوج               |
| ------ | ---------------- | ---------------------------------------- | ------------- | -------------- | -------------- | ------------------------ | -------------- | ------------------- |
|        | إيزابيلا ياغيلون | زغمونت الأول العجوز ملك بولندا (ياغيلون) | 18 يناير 1519 | 23 فبراير 1539 | 23 فبراير 1539 | 22 يوليو 1540 وفاة الزوج | 15 سبتمبر 1559 | يانوش الأول زابوليا |

### أسرة هابسبورغ، 1526-1780
| الصورة | الاسم                                    | الوالد                                        | الميلاد                     | الزواج         | أصبحت ملكة               | توقف عن استخدم اللقب      | الوفاة         | الزوج           |
| ------ | ---------------------------------------- | --------------------------------------------- | --------------------------- | -------------- | ------------------------ | ------------------------- | -------------- | --------------- |
|        | آنا من بوهيميا                           | الملك فلاديسلاف الثاني(ياغيلون)               | 23 يوليو 1503               | 25 مايو 1521   | 1526 أنتخاب الزوج        | 27 يناير 1547             | 27 يناير 1547  | فرديناند الأول  |
|        | ماريا من إسبانيا                         | كارل الخامس، إمبراطور روماني مقدس (هابسبورغ)  | 21 يونيو 1528               | 13 سبتمبر 1548 | 25 يوليو 1564 صعود الزوج | 12أكتوبر 1576 وفاة الزوج  | 26 فبراير 1603 | ميكسا           |
|        | آنا من تيرول                             | فرديناند الثاني، أرشيدوق النمسا (هابسبورغ)    | 4 أكتوبر 1585               | 4 ديسمبر 1611  | 4 ديسمبر 1611            | 14 ديسمبر 1618            | 14 ديسمبر 1618 | ماتياس الثاني   |
|        | إليونور من مانتوفا                       | فينشينسو الأول، دوق مانتوفا (غونزاغا)         | 23 سبتمبر (23 فبراير؟) 1598 | 4 فبراير 1622  | 4 فبراير 1622            | 15 فبراير 1637 وفاة الزوج | 27 يونيو 1655  | فرديناند الثاني |
|        | ماريا آنا من إسبانيا                     | فيليب الثالث ملك إسبانيا (هابسبورغ)           | 18 أغسطس 1606               | 20 فبراير 1631 | 20 فبراير 1631           | 13 مايو 1646              | 13 مايو 1646   | فرديناند الثالث |
|        | ماريا ليوبولدين من النمسا                | ليوبولد الخامس، أرشيدوق النمسا (هابسبورغ)     | 6 أبريل 1632                | 2 يوليو 1648   | 2 يوليو 1648             | 7 أغسطس 1649              | 7 أغسطس 1649   | فرديناند الثالث |
|        | إليونور من مانتوفا                       | كارلو الثاني، دوق مانتوفا (غونزاغا)           | 18 نوفمبر 1630              | 30 أبريل 1651  | 30 أبريل 1651            | 2 أبريل 1657 وفاة الزوج   | 6 ديسمبر 1686  | فرديناند الثالث |
|        | مارغريت تيريزا من إسبانيا                | فيليب الرابع ملك إسبانيا (هابسبورغ)           | 12 يوليو 1651               | 12 ديسمبر 1666 | 12 ديسمبر 1666           | 12 مارس 1673              | 12 مارس 1673   | ليبوت الأول     |
|        | كلاوديا فليتسيتاس من النمسا              | فرديناند كارل، أرشيدوق النمسا (هابسبورغ)      | 30 مايو 1653                | 15 أكتوبر 1673 | 15 أكتوبر 1673           | 8 أبريل 1676              | 8 أبريل 1676   | ليبوت الأول     |
|        | إليونور-ماغدالين من نيوبورغ              | فيليب فيلهلم، ناخب بالاتينات (فيتلسباخ)       | 6 يناير 1655                | 14 ديسمبر 1676 | 14 ديسمبر 1676           | 5 مايو 1705 وفاة الزوج    | 19 يناير 1720  | ليبوت الأول     |
|        | فيلهيلمين أمالي من براونشفايغ-لونيبورغ   | يوهان فريدرش دوق براونشفايغ لونيبورغ (فلف)    | 21 أبريل 1673               | 24 فبراير 1699 | 5 مايو 1705 صعود الزوج   | 17 أبريل 1711 وفاة الزوج  | 10 أبريل 1742  | يوزيف الأول     |
|        | إليزابيث كريستين من براونشفايغ-فولفنبوتل | لودفيغ رودولف، دوق براونشفايغ-فولفنبوتل (فلف) | 28 أغسطس (28 سبتمبر؟) 1691  | 1 أغسطس 1708   | ديسمبر 1711 صعود الزوج   | 20 أكتوبر 1740 وفاة الزوج | 21 ديسمبر 1750 | كارولي الثالث   |

### أسرة هابسبورغ-لورين، 1780-1918
| الصورة | الاسم                         | الوالد                                            | الميلاد        | الزواج         | أصبحت ملكة                | توقف عن استخدم اللقب               | الوفاة         | الزوج               |
| ------ | ----------------------------- | ------------------------------------------------- | -------------- | -------------- | ------------------------- | ---------------------------------- | -------------- | ------------------- |
|        | ماريا لويزا من إسبانيا        | كارلوس الثالث ملك إسبانيا (بوربون)                | 24 نوفمبر 1745 | 16 فبراير 1764 | 20 فبراير 1790 صعود الزوج | 1 مارس 1792 وفاة الزوج             | 15 مايو 1792   | ليبوت الثاني        |
|        | ماريا تيريزا من نابولي وصقلية | فرديناندو الأول ملك نابولي وصقلية (بوربون)        | 6 يونيو 1772   | 15 أغسطس 1790  | 5 يوليو 1792 صعود الزوج   | 13 أبريل 1807                      | 13 أبريل 1807  | فيرينتس             |
|        | ماريا لودفيكا من النمسا-إستي  | الأرشيدوق فرديناند من النمسا-إستي (هابسبورغ-إستي) | 14 ديسمبر 1787 | 6 يناير 1808   | 6 يناير 1808              | 7 أبريل 1816                       | 7 أبريل 1816   | فيرينتس             |
|        | كارولين أوغستا من بافاريا     | ماكسيمليان الأول يوزف ملك بافاريا (فيتلسباخ)      | 8 فبراير 1792  | 29 أكتوبر 1816 | 29 أكتوبر 1816            | 28 سبتمبر 1830 الربيب أصبح ملكاً    | 9 فبراير 1873  | فيرينتس             |
|        | ماريا آنا من سردينيا          | فيتوريو إمانويلي الأول ملك سردينيا (سافوي)        | 19 سبتمبر 1803 | 12 فبراير 1831 | 12 فبراير 1831            | 2 ديسمبر 1848 تنازل الزوج          | 4 مايو 1884    | فرديناند الخامس     |
|        | إليزابيث من بافاريا           | ماكسيمليان يوزف، دوق في بافاريا (فيتلسباخ)        | 24 ديسمبر 1837 | 24 أبريل 1854  | 24 أبريل 1854             | 10 سبتمبر 1898                     | 10 سبتمبر 1898 | فيرينتس يوزيف الأول |
|        | زيتا من بوربون-بارما          | روبرت الأول، دوق بارما (بوربون-بارما)             | 9 مايو 1892    | 13 يونيو 1911  | 21 نوفمبر 1916 صعود الزوج | 11 نوفمبر 1918 تخلى الزوج عن العرش | 14 مارس 1989   | كارولي الرابع       |

#### حاملات اللقب
| الصورة | الاسم                   | الوالد                                       | الميلاد      | الزواج        | أصبحت حاملة اللقب            | توقف عن استخدم اللقب    | الوفاة        | الزوج            |
| ------ | ----------------------- | -------------------------------------------- | ------------ | ------------- | ---------------------------- | ----------------------- | ------------- | ---------------- |
|        | زيتا من بوربون-بارما    | روبرت الأول، دوق بارما (بوربون-بارما)        | 9 مايو 1892  | 13 يونيو 1911 | 11 نوفمبر 1918 إلغاء الملكية | 1 أبريل 1922 وفاة الزوج | 14 مارس 1989  | كارولي           |
|        | ريجينا من ساكس-ماينينغن | غيورغ، أمير ساكس-ماينينغن(ساكس-ماينينغن)     | 6 يناير 1925 | 10 مايو 1951  | 10 مايو 1951                 | يناير 2007 تنازل الزوج  | 3 فبراير 2010 | الأرشيدوق أوتو   |
|        | فرانشيسكا ثسن           | بارون هانس هاينريش ثسن-بورنمزا (ثسن-بورنمزا) | 7 يونيو 1958 | 31 يناير 1993 | يناير 2007 صعود الزوج        | شاغل                    | شاغل          | الأرشيدوق كارولي |